# Integrierte Materialwirtschaft
Unter integrierter Materialwirtschaft versteht man die umfassende Betrachtung aller materialbezogenen Funktionen, die sich sowohl mit der Versorgung des Betriebes, des Marktes, als auch des Kunden befassen.
Als Hauptziel gilt die Erwirtschaftung von Synergieeffekten.

## Allgemeines
Die Funktionen der Materialwirtschaft sind
- die Beschaffung/der Einkauf,
- die Lagerhaltung,
- der Transport,
- die Entsorgung (und Recycling),
- die Produktionsplanung und -steuerung und
- die Distribution.

Je nachdem, wie weit diese Funktionen in die Materialwirtschaft eines Unternehmens eingegliedert sind, kann man 3 Varianten unterscheiden:
- "integrierte" Materialwirtschaft
- "erweitert integrierte" Materialwirtschaft und
- "total integrierte" Materialwirtschaft.

Integrationsstufen der Materialwirtschaft

## Mögliche Stufen der Integration

### "integrierte" Materialwirtschaft
Im einfachsten Fall werden nur die Funktionen Beschaffung, Lagerung, Transport und Entsorgung gemeinsam betrachtet. Das Aktionsfeld der Beschaffung endet mit der Übergabe der Stoffe an die Fertigung bzw. mit der Übergabe der Waren an die Versandabteilung. Diese klassische Form wird in vielen Betrieben angewendet.

### "erweitert integrierte" Materialwirtschaft
Hier geht man einen Schritt weiter, indem man zusätzlich die Funktion Produktionsplanung und -steuerung integriert. In diese Form ist somit auch die Fertigung miteinbezogen, wodurch sich Koordinationsmöglichkeiten mit den andern Funktionen der Materialwirtschaft ergeben können.
Die erweitert integrierte Materialwirtschaft ist Voraussetzung für eine fertigungssynchrone Anlieferung (JIT).

### "total integrierte" Materialwirtschaft
In dieser weitesten Form der Integration wird auch die Distribution einbezogen. Durch das weite Aktionsfeld bestehen auch die größten Koordinationsmöglichkeiten und Möglichkeiten, um den Zielkonflikt zwischen Kapazitätsauslastung, Bestandssenkung und Senkung der Durchlaufzeit zu lösen.
Welche Form angewendet wird hängt vom Aktionspotential der Materialwirtschaft ab, d. h. der "Macht" der Materialwirtschaft innerhalb des Unternehmens. Bei einem niedrigen Aktionspotential besteht nur ein geringer Integrationsgrad, bei einem hohen Aktionspotential besteht die Möglichkeit zu einem hohen Integrationsgrad.

## Organisationsform einer integrierten Materialwirtschaft
ist gekennzeichnet durch
- ganzheitliche Planung und Steuerung der Materialflüsse und Warenflüsse, was im Endeffekt klare Verantwortung und Kontrollerleichterung ermöglicht
- leichtere Abstimmung zwischen Auftragszufluss und Materialversorgung, was zu Verkürzung von Wartezeiten, resp. Vermeidung von unnötigen Lagerbeständen führen kann
- klare Verantwortung für die Kapitalbindung in den Vorräten auf allen Lagerstufen
- eindeutige Verantwortung für die Lieferbereitschaft gegenüber der Produktion und dem Absatzmarkt

## Einbindung in die Organisation
Die integrierte Materialwirtschaft ist eine Querschnittsfunktion, d. h., es sind mehrere Unternehmensbereiche betroffen. Bei der Art der Einbindung muss man zwischen der in einer funktionalen Organisation und der in einer divisionalen Organisation unterscheiden.

### Funktionale Organisation
In einem funktional gegliederten Unternehmen kann eine integrierte Materialwirtschaft von einer Zentralstelle aus geführt werden.

### Divisionale Organisation
Bei einem divisional gegliederten Unternehmen empfiehlt es sich eine Zentralstelle "Materialwirtschaft" einzurichten, welche Richtlinienkompetenz gegenüber den materialwirtschaftlichen Stellen in den Divisionen hat.

## Anwendung in der Praxis
Im Bereich der Wiederholfertigung kommt es aufgrund der Möglichkeit zur Standardisierung der Fertigung am ehesten zu einer höheren Form der Integrationen. Bei Einzelfertigung kann es aufgrund der wechselnden Fertigungsprogramme nur sehr schwer zu einer "erweitert integrierten" Materialwirtschaft kommen.
Im Übrigen hat man durch empirische Untersuchungen herausgefunden, dass die Varianten mit einem hohen Integrationsgrad eher selten angewendet werden. Jedoch wenden insgesamt Unternehmen immer öfter einen integrativen Ansatz an.

## Ziele
Durch die integrierte Materialwirtschaft soll es zu einem ganzheitlichen Management des Materialflusses vom Lieferanten bis, in der stärksten Ausprägung, zum Kunden, kommen.
Durch die Berücksichtigung von sachlichen und zeitlichen Interdependenzen im Warenfluss sollen sich Synergieeffekte ergeben.
Ein Beispiel für einen solchen Synergieeffekt ist, wenn durch die "erweitert integrierte" Materialwirtschaft das Produktionsprogramm so optimiert werden kann, dass die Lieferbereitschaft trotz Senkung der Bestände hoch bleibt. Es würde dadurch zur Auflösung des Zielkonfliktes zwischen niedrigem Lagerbestand und hohem Lieferbereitschaftsgrad kommen.